# Renata Voráčová
Renata Voráčová, née le 6 octobre 1983, est une joueuse de tennis tchèque, professionnelle depuis 2000.
À ce jour, elle a remporté onze tournois sur le circuit WTA en double dames, dont quatre aux côtés de sa compatriote Lucie Hradecká.

## Carrière
En junior, Voráčová a atteint un sommet en carrière de n°4 mondiale en simple et n°3 en double. L'un des moments forts de sa carrière de tennis junior fut de remporter le titre de double de Roland Garros 2001 aux côtés de sa compatriote Petra Cetkovská.
Elle remporte son 1er titre en double dames lors du tournoi de Pattaya en 2012.
En 2021, elle parvient en demi-finale du double dames de Wimbledon avec sa partenaire japonaise Makoto Ninomiya.
Lors du début de saison 2022 en Australie, son visa australien est annulé après que son exemption médicale des règles de vaccination australiennes a été rejetée par le gouvernement australien, la forçant alors à se retirer de l'Open d'Australie.

## Palmarès

### Titres en double dames
| No | Date       | Nom et lieu du tournoi               | Catégorie | Dotation    | Surface      | Partenaire        | Finalistes                           | Score             |          |
| -- | ---------- | ------------------------------------ | --------- | ----------- | ------------ | ----------------- | ------------------------------------ | ----------------- | -------- |
| 1  | 04-11-2002 | Volvo Women’s Open Pattaya           | Tier V    | 110 000 $   | Dur (ext.)   | Kelly Liggan      | Lina Krasnoroutskaïa Tatiana Panova  | 7-5, 7-67         | Parcours |
| 2  | 18-09-2006 | Slovenia Open Portorož               | Tier IV   | 145 000 $   | Dur (ext.)   | Lucie Hradecká    | Eva Birnerová Émilie Loit            | forfait           | Parcours |
| 3  | 23-07-2007 | Gastein Ladies Bad Gastein           | Tier III  | 175 000 $   | Terre (ext.) | Lucie Hradecká    | Ágnes Szávay Vladimíra Uhlířová      | 6-3, 7-5          | Parcours |
| 4  | 17-09-2007 | Slovenia Open Portorož               | Tier IV   | 145 000 $   | Dur (ext.)   | Lucie Hradecká    | Andreja Klepač Elena Likhovtseva     | 5-7, 6-4, [10-7]  | Parcours |
| 5  | 27-07-2009 | Istanbul Cup Istanbul                | Intern'l  | 220 000 $   | Dur (ext.)   | Lucie Hradecká    | Julia Görges Patty Schnyder          | 2-6, 6-3, [12-10] | Parcours |
| 6  | 11-10-2010 | Generali Ladies Linz                 | Intern'l  | 220 000 $   | Dur (int.)   | Barbora Strýcová  | Květa Peschke Katarina Srebotnik     | 7-5, 7-66         | Parcours |
| 7  | 18-04-2011 | GP Princesse Lalla Meryem Fès        | Intern'l  | 220 000 $   | Terre (ext.) | Andrea Hlaváčková | Nina Bratchikova Sandra Klemenschits | 6-3, 6-4          | Parcours |
| 8  | 09-07-2012 | XXV Internazionali Femminili Palerme | Intern'l  | 220 000 $   | Terre (ext.) | Barbora Strýcová  | Darija Jurak Katalin Marosi          | 7-65, 6-4         | Parcours |
| 9  | 06-10-2014 | Japan Women's Open Osaka             | Intern'l  | 250 000 $   | Dur (ext.)   | Shuko Aoyama      | Lara Arruabarrena Tatjana Maria      | 6-1, 6-2          | Parcours |
| 10 | 31-07-2017 | Citi Open Washington                 | Intern'l  | 250 000 $   | Dur (ext.)   | Shuko Aoyama      | Eugenie Bouchard Sloane Stephens     | 6-3, 6-2          | Parcours |
| 11 | 22-07-2019 | 30° Palermo Ladies Open Palerme      | Intern'l  | 226 750 € $ | Terre (ext.) | Cornelia Lister   | Ekaterine Gorgodze Arantxa Rus       | 7-62, 6-2         | Parcours |

### Finales en double dames
| No | Date       | Nom et lieu du tournoi                | Catégorie | Dotation  | Surface         | Vainqueures                         | Partenaire         | Score            |          |
| -- | ---------- | ------------------------------------- | --------- | --------- | --------------- | ----------------------------------- | ------------------ | ---------------- | -------- |
| 1  | 25-07-2006 | Grand Prix Budapest                   | Tier IV   | 145 000 $ | Terre (ext.)    | Janette Husárová Michaëlla Krajicek | Lucie Hradecká     | 4-6, 6-4, 6-4    | Parcours |
| 2  | 29-10-2007 | Challenge Bell Québec                 | Tier III  | 175 000 $ | Moquette (int.) | Christina Fusano Raquel Kops-Jones  | Stéphanie Dubois   | 6-2, 7-66        | Parcours |
| 3  | 19-10-2009 | BGL Open Luxembourg                   | Intern'l  | 220 000 $ | Dur (int.)      | Iveta Benešová Barbora Z. Strýcová  | Vladimíra Uhlířová | 1-6, 6-0, [10-7] | Parcours |
| 4  | 26-04-2010 | GP Princesse Lalla Meryem Fès         | Intern'l  | 220 000 $ | Terre (ext.)    | Iveta Benešová Anabel Medina        | Lucie Hradecká     | 6-3, 6-1         | Parcours |
| 5  | 05-07-2010 | Swedish Open Women Båstad             | Intern'l  | 220 000 $ | Terre (ext.)    | Gisela Dulko Flavia Pennetta        | Barbora Strýcová   | 7-60, 6-0        | Parcours |
| 6  | 05-01-2015 | ASB Classic Auckland                  | Intern'l  | 250 000 $ | Dur (ext.)      | Sara Errani Roberta Vinci           | Shuko Aoyama       | 6-2, 6-1         | Parcours |
| 7  | 15-05-2016 | Nürnberger Versicherungscup Nuremberg | Intern'l  | 250 000 $ | Terre (ext.)    | Kiki Bertens Johanna Larsson        | Shuko Aoyama       | 6-3, 6-4         | Parcours |
| 8  | 26-09-2016 | Tashkent Open Tachkent                | Intern'l  | 250 000 $ | Dur (ext.)      | Raluca Olaru İpek Soylu             | Demi Schuurs       | 7-5, 6-3         | Parcours |
| 9  | 02-01-2017 | ASB Classic Auckland                  | Intern'l  | 250 000 $ | Dur (ext.)      | Kiki Bertens Johanna Larsson        | Demi Schuurs       | 6-2, 6-2         | Parcours |
| 10 | 31-12-2018 | Shenzhen Open Shenzhen                | Intern'l  | 626 750 $ | Dur (ext.)      | Peng Shuai Yang Zhaoxuan            | Duan Ying-Ying     | 6-4, 6-3         | Parcours |

### Titres en double en WTA 125
| No | Date       | Nom et lieu du tournoi   | Catégorie | Dotation  | Surface      | Partenaire         | Finalistes                             | Score             |          |
| -- | ---------- | ------------------------ | --------- | --------- | ------------ | ------------------ | -------------------------------------- | ----------------- | -------- |
| 1  | 03-11-2014 | Open GDF Suez Limoges    | WTA 125   | 125 000 $ | Dur (int.)   | Kateřina Siniaková | Tímea Babos Kristina Mladenovic        | 2-6, 6-2, [10-5]  | Parcours |
| 2  | 06-06-2017 | Bol Open Bol             | WTA 125   | 125 000 $ | Terre (ext.) | Chuang Chia-jung   | Lina Gjorcheska Aleksandrina Naydenova | 6-4, 6-2          | Parcours |
| 3  | 29-07-2019 | Karlsruhe Open Karlsruhe | WTA 125   | 115 000 $ | Terre (ext.) | Lara Arruabarrena  | Han Xinyun Yuan Yue                    | 6-72, 6-4, [10-4] | Parcours |

### Finales en double en WTA 125
| No | Date       | Nom et lieu du tournoi                        | Catégorie | Dotation  | Surface      | Vainqueures                      | Partenaire       | Score             |          |
| -- | ---------- | --------------------------------------------- | --------- | --------- | ------------ | -------------------------------- | ---------------- | ----------------- | -------- |
| 1  | 14-11-2016 | Open de Limoges Limoges                       | WTA 125   | 125 000 $ | Dur (int.)   | Elise Mertens Mandy Minella      | Anna Smith       | 6-4, 6-4          | Parcours |
| 2  | 11-03-2019 | Abierto Zapopan Zapopan                       | WTA 125   | 115 000 $ | Dur (ext.)   | Maria Sanchez Fanny Stollár      | Cornelia Lister  | 7-5, 6-1          | Parcours |
| 3  | 04-06-2019 | Croatia Bol Open Bol                          | WTA 125   | 115 000 $ | Terre (ext.) | Timea Bacsinszky Mandy Minella   | Cornelia Lister  | 0-6, 7-63, [10-4] | Parcours |
| 4  | 19-09-2022 | Budapest Open 125 Budapest                    | WTA 125   | 115 000 $ | Terre (ext.) | Anna Bondár Kimberley Zimmermann | Jesika Malečková | 6-3, 2-6, [10-5]  | Parcours |
| 5  | 05-06-2023 | Makarska International Championships Makarska | WTA 125   | 115 000 $ | Terre (ext.) | Ingrid Neel Wu Fang-hsien        | Anna Sisková     | 6-3, 7-5          | Parcours |

## Parcours en Grand Chelem

### En simple dames
| Année | Open d'Australie | Open d'Australie  | Internationaux de France | Internationaux de France | Wimbledon       | Wimbledon              | US Open         | US Open            |
| ----- | ---------------- | ----------------- | ------------------------ | ------------------------ | --------------- | ---------------------- | --------------- | ------------------ |
| 2002  | Q3               | Jelena Kostanić   | Q1                       | Gisela Dulko             | —               | —                      | 1er tour (1/64) | Bea Bielik         |
| 2003  | Q1               | Maria Sharapova   | Q3                       | Wynne Prakusya           | Q1              | Selima Sfar            | Q1              | Barbora Strýcová   |
| 2004  | Q1               | Darija Jurak      | —                        | —                        | —               | —                      | —               | —                  |
| 2005  | —                | —                 | Q2                       | Libuše Prušová           | —               | —                      | —               | —                  |
| 2006  | —                | —                 | —                        | —                        | —               | —                      | Q2              | Ansley Cargill     |
| 2007  | 2e tour (1/32)   | Tathiana Garbin   | Q3                       | Květa Peschke            | Q2              | Andreja Klepač         | 1er tour (1/64) | Sara Errani        |
| 2008  | 1er tour (1/64)  | Shahar Peer       | Q1                       | Akiko Yonemura           | 1er tour (1/64) | Lindsay Davenport      | Q1              | Tatiana Poutchek   |
| 2009  | Q1               | Varvara Lepchenko | Q1                       | Angelique Kerber         | Q2              | Arantxa Parra Santonja | Q1              | Melanie South      |
| 2010  | 1er tour (1/64)  | Andrea Petkovic   | Q2                       | Anikó Kapros             | 1er tour (1/64) | Jarmila Gajdošová      | 1er tour (1/64) | Tsvetana Pironkova |
| 2011  | 1er tour (1/64)  | Sandra Záhlavová  | 1er tour (1/64)          | Alizé Cornet             | Q1              | Alexa Glatch           | Q1              | Aleksandra Krunić  |
| 2012  | —                | —                 | Q1                       | Alexa Glatch             | —               | —                      | —               | —                  |
| 2013  | —                | —                 | —                        | —                        | —               | —                      | Q1              | Chanel Simmonds    |
| 2014  | Q3               | Lucie Hradecká    | Q1                       | Myrtille Georges         | Q1              | Aleksandra Wozniak     | Q2              | Anna-Lena Friedsam |
| 2015  | 1er tour (1/64)  | L. Arruabarrena   | Q2                       | Teliana Pereira          | Q1              | Petra Cetkovská        | Q3              | Kiki Bertens       |

N.B. : à droite du résultat se trouve le nom de l'ultime adversaire.

### En double dames
| Année | Open d'Australie           | Open d'Australie            | Internationaux de France    | Internationaux de France | Wimbledon                  | Wimbledon              | US Open                      | US Open             |
| ----- | -------------------------- | --------------------------- | --------------------------- | ------------------------ | -------------------------- | ---------------------- | ---------------------------- | ------------------- |
| 2003  | 2e tour (1/16) Tatarkova   | Bovina Henin                | 1er tour (1/32) Weingärtner | Ashley Spears            | 1/8 de finale Bedáňová     | Kuznetsova Navrátilová | 1er tour (1/32) Vanc         | Black Likhovtseva   |
| 2004  | 1er tour (1/32) Bedáňová   | Petrova Shaughnessy         | —                           | —                        | —                          | —                      | —                            | —                   |
| 2005  | —                          | —                           | 1er tour (1/32) Ondrášková  | Kuznetsova Pierce        | —                          | —                      | —                            | —                   |
|       |                            |                             |                             |                          |                            |                        |                              |                     |
| 2007  | 1er tour (1/32) Hradecká   | Dushevina Kirilenko         | 1er tour (1/32) Hradecká    | Srebotnik Sugiyama       | 1er tour (1/32) Hradecká   | Raymond Stosur         | 1er tour (1/32) Hradecká     | Krajicek Radwańska  |
| 2008  | 1er tour (1/32) Hradecká   | Foretz Sfar                 | 2e tour (1/16) Hradecká     | Grandin Kops-Jones       | 1er tour (1/32) Hradecká   | Azarenka Peer          | 2e tour (1/16) Hradecká      | Black Huber         |
| 2009  | 1er tour (1/32) Ani        | Hsieh Peng                  | 1er tour (1/32) Gajdošová   | Savchuk Sun              | 1er tour (1/32) Gajdošová  | Dulko Peer             | 1er tour (1/32) Dzehalevich  | Mirza Schiavone     |
| 2010  | 1er tour (1/32) Rybáriková | Peer Voskoboeva             | 1er tour (1/32) Dzehalevich | Kondratieva Uhlířová     | 1er tour (1/32) Ditty      | Williams               | 1er tour (1/32) Parra        | Dulko Pennetta      |
| 2011  | 1er tour (1/32) Mirza      | Dulko Pennetta              | 2e tour (1/16) Voskoboeva   | Azarenka Kirilenko       | 2e tour (1/16) Voskoboeva  | Mirza Vesnina          | 1er tour (1/32) Cetkovská    | King Shvedova       |
| 2012  | —                          | —                           | 1/8 de finale Zakopalová    | Peschke Srebotnik        | 1er tour (1/32) Zakopalová | Jurak Marosi           | 2e tour (1/16) Zakopalová    | Görges Peschke      |
| 2013  | —                          | —                           | 1er tour (1/32) Zakopalová  | Castaño Marosi           | 1er tour (1/32) Zakopalová | Huber Mirza            | 1er tour (1/32) Svitolina    | Petrova Srebotnik   |
| 2014  | 2e tour (1/16) Kanepi      | Errani Vinci                | 2e tour (1/16) Aoyama       | Errani Vinci             | 1/8 de finale Aoyama       | Errani Vinci           | 2e tour (1/16) Davis         | Diyas Xu            |
| 2015  | 1er tour (1/32) Aoyama     | Kudryavtseva Pavlyuchenkova | 1er tour (1/32) Aoyama      | Cornet Linette           | 1er tour (1/32) Aoyama     | Krajicek Strýcová      | 1er tour (1/32) Aoyama       | Niculescu Savchuk   |
| 2016  | —                          | —                           | —                           | —                        | 1er tour (1/32) Schuurs    | Garcia Mladenovic      | 1er tour (1/32) Schmiedlová  | Klepač Srebotnik    |
| 2017  | 1er tour (1/32) Schuurs    | Kovinić Siegemund           | 1er tour (1/32) Beck        | Chan Krejčíková          | 1/2 finale Ninomiya        | Chan Niculescu         | 1er tour (1/32) Ninomiya     | Kichenok Krejčíková |
| 2018  | 1er tour (1/32) Townsend   | Aoyama Yang                 | 2e tour (1/16) Townsend     | Bertens Larsson          | 2e tour (1/32) Adamczak    | Bertens Larsson        | 1er tour (1/32) Arruabarrena | Dabrowski Xu        |
| 2019  | —                          | —                           | 1er tour (1/32) Hibino      | Hradecká Klepač          | 2e tour (1/16) Ninomiya    | Duan Zheng             | 1er tour (1/32) Lister       | Muchová Teichmann   |
| 2020  | 2e tour (1/16) Pera        | Arruabarrena Jabeur         | 1er tour (1/32) Pera        | Aoyama Shibahara         | Annulé                     | Annulé                 | —                            | —                   |
| 2021  | 1er tour (1/32) Wang       | Cabrera Inglis              | 1er tour (1/32) Kato        | Burel Paquet             | 1er tour (1/32) Kato       | Bouzková Hradecká      | 2e tour (1/16) Kalinina      | Rodionova           |
| 2022  | —                          | —                           | —                           | —                        | 1er tour (1/32) Kanepi     | Barnett Nicholls       | —                            | —                   |

N.B. : le nom du ou de la partenaire se trouve sous le résultat ; le nom des ultimes adversaires se trouve à droite.

### En double mixte
| Année | Open d'Australie       | Open d'Australie | Internationaux de France | Internationaux de France | Wimbledon                 | Wimbledon        | US Open                 | US Open           |
| ----- | ---------------------- | ---------------- | ------------------------ | ------------------------ | ------------------------- | ---------------- | ----------------------- | ----------------- |
| 2007  | —                      | —                | —                        | —                        | 2e tour (1/16) Levinský   | Shaughnessy Paes | —                       | —                 |
| 2008  | 1er tour (1/16) Škoch  | Szávay Paes      | —                        | —                        | —                         | —                | —                       | —                 |
|       |                        |                  |                          |                          |                           |                  |                         |                   |
| 2011  | —                      | —                | —                        | —                        | 1/8 de finale Damm        | Mirza Bopanna    | —                       | —                 |
|       |                        |                  |                          |                          |                           |                  |                         |                   |
| 2014  | —                      | —                | —                        | —                        | 2e tour (1/16) Sá         | Svitolina Mergea | —                       | —                 |
|       |                        |                  |                          |                          |                           |                  |                         |                   |
| 2017  | —                      | —                | —                        | —                        | 1er tour (1/32) Cerretani | Hozumi Raja      | 1er tour (1/16) Molteni | Peschke Demoliner |
| 2018  | 1er tour (1/16) Martin | Spears Cabal     | —                        | —                        | 2e tour (1/16) Cerretani  | Schuurs Rojer    | —                       | —                 |

N.B. : le nom du partenaire se trouve sous le résultat ; le nom des ultimes adversaires se trouve à droite.

## Classements WTA en fin de saison
| Année          | 2000 | 2001 | 2002 | 2003 | 2004 | 2005 | 2006 | 2007 | 2008 | 2009 | 2010 | 2011 | 2012 | 2013 | 2014 | 2015 | 2016 | 2017 | 2018 | 2019 | 2020 | 2021 | 2022 | 2023 | 2024 |
| Rang en simple | 750  | 243  | 131  | 132  | 569  | 281  | 165  | 109  | 137  | 135  | 82   | 163  | 298  | 194  | 171  | 242  | 642  | –    | 693  | 790  | 822  | –    | –    | –    | –    |
| Rang en double | –    | 412  | 129  | 82   | 206  | 161  | 90   | 43   | 65   | 43   | 52   | 58   | 68   | 87   | 60   | 86   | 65   | 30   | 111  | 51   | 62   | 79   | 107  | 163  | 513  |

Source : (en) Classements de Renata Voráčová sur le site officiel de la Fédération internationale de tennis